# Отдел „За работа сред националните малцинства“ при ЦК на БКП (1958 – 1962)
Отделът „За работа сред националните малцинства“ при ЦК на БКП съществува в периода 1958 – 1962.
Като помощен орган на ЦК на БКП отдела „За работа сред националните малцинства“ се занимава с разработване националната политика на партията. Главното внимание и сили на отдела са насочвани към работата сред турското население. В помощ на отдела се изграждат и комисии за работа сред отделните национални малцинства.

## История
Непосредствено след 9 септември 1944 г. с проблемите на националните малцинства се занимава Масовият отлдел на ЦК на БКП. След неговото разформироване през 1946 г. към Секретариата на ЦК се изгражда малцинствена комисия за работа сред тях. През 1951 г. се създава отдел „За работа сред турското население“ при ЦК, както и подобни отдели при окръжните комитети в Шумен, Русе и Хасково. По решение на Политбюро от 24 октомври 1957 г. тези отдели се преустройват в отдел „За работа сред националните малцинства“. Такъв отдел се създава и при Окръжния комитет в Пловдив.
От 26 ноември 1962 г. отделът се закрива, а с решение на Политбюро от 5 декември 1962 г. цялата дейност на дотогавашния отдел преминава към отдел „Пропаганда и агитация“ като сектор „За работа сред националните малцинства“.

## Завеждащи отдела
- Иван Господинов (до 1962)